# Triethylamine
Triethylamine là hợp chất hóa học có công thức N (CH2CH3)3, thường được viết tắt là Et3N. Cần lưu ý phân biệt với hợp chất trimethylamine (chỉ khác chữ methyl và ethyl, chữ "m", nhưng chúng có nhiệt độ sôi rất khác nhau. Triethylamine cũng được viết tắt là TEA, tuy nhiên chữ viết tắt này phải được sử dụng cẩn thận để tránh nhầm lẫn với triethanolamine hoặc tetraethylammonium, trong đó TEA cũng là một từ viết tắt phổ biến. Nó là một chất lỏng dễ bay hơi không màu với mùi tanh nồng nặc gợi nhớ đến amonia và cũng là mùi của cây táo gai. Giống như diisopropylethylamine, triethylamine thường được sử dụng trong tổng hợp hữu cơ.
Triethylamine được điều chế bằng cách kiềm hóa amonia bằng etanol:
NH3 + 3 C2H5OH → N(C2H5)3 + 3 H2O
PK a của triethylamine được proton hóa là 10,75,  và nó có thể được sử dụng để chuẩn bị các dung dịch đệm ở pH đó. Muối hydrochloride, triethylamine hydrochloride (triethylammonium chloride), là một loại bột không màu, không mùi và hút ẩm, bị phân hủy khi đun nóng đến 261 °C.
Các mẫu triethylamine trong phòng thí nghiệm có thể được tinh chế bằng cách chưng cất từ calci hydride.

## Các ứng dụng
Triethylamine thường được sử dụng trong tổng hợp hữu cơ, với vai trò như một chất base. Ví dụ, nó thường được sử dụng làm base trong quá trình điều chế este và amit từ acyl chloride. Những phản ứng như vậy dtạo ra sản phẩm hydro chloride, có thể kết hợp với triethylamine để tạo thành muối triethylamine hydrochloride, thường được gọi là triethylammonium chloride. Phản ứng này loại bỏ hydro chloride khỏi hỗn hợp phản ứng, có thể cần cho các phản ứng này để tiến hành hoàn thành (R, R '= alkyl, aryl):
R2NH + R'C(O)Cl + Et3N → R'C(O)NR2 + Et3NH+Cl-
Giống như các amin bậc ba khác, nó xúc tác cho sự hình thành bọt urethane và nhựa epoxy. Nó cũng hữu ích trong các phản ứng khử halogen và oxy hóa Swern.
Triethylamine dễ dàng được kiềm hóa để tạo ra muối amoni bậc bốn tương ứng:
RI + Et3N → Et3NR+I-
Triethylamine chủ yếu được sử dụng trong sản xuất các hợp chất amoni bậc bốn cho các chất phụ trợ dệt và muối amoni bậc bốn của thuốc nhuộm. Nó cũng là một chất xúc tác và trung hòa axit cho các phản ứng ngưng tụ và là một chất trung gian hữu ích để sản xuất thuốc, thuốc trừ sâu và các hóa chất khác.
Muối triethylamine như bất kỳ muối amoni bậc ba nào khác được sử dụng làm thuốc thử tương tác ion trong sắc ký tương tác ion, do đặc tính lưỡng tính của chúng. Không giống như muối amoni bậc bốn, muối amoni bậc ba dễ bay hơi hơn nhiều, do đó quang phổ khối có thể được sử dụng trong khi thực hiện phân tích.

### Sử dụng thích hợp
Triethylamine được sử dụng để cung cấp muối của các loại thuốc trừ sâu có chứa axit cacboxylic khác nhau, vd Triclopyr và axit 2,4-dichlorophenoxyacetic 
Triethylamine là thành phần hoạt chất trong FlyNap, một sản phẩm gây mê Drosophila melanogaster.    Triethylamine được sử dụng trong phòng thí nghiệm kiểm soát véc tơ và muỗi để gây mê cho muỗi. Điều này được thực hiện để bảo tồn bất kỳ vật liệu virus nào có thể có trong quá trình xác định loài.
Ngoài ra, muối bicacbonat của triethylamine (thường được viết tắt là TEAB, triethylammonium bicarbonate) rất hữu ích trong sắc ký pha ngược, thường là trong một gradient để tinh chế nucleotide và các phân tử sinh học khác.  
Triethylamine đã được tìm thấy vào đầu những năm 1940 là tăng huyết áp kết hợp với axit nitric và được coi là một chất đẩy có thể cho động cơ tên lửa siêu tăng sớm.